# Gogosardina coatesi
Gogosardina coatesi è un pesce osseo estinto, appartenente agli attinotterigi. Visse nel Devoniano superiore (Frasniano, circa 380 milioni di anni fa) e i suoi fossili sono stati ritrovati in Australia.

## Descrizione
Questo animale possedeva un corpo relativamente snello, lungo circa 12 centimetri, piuttosto simile a quello di una sardina attuale (da qui il nome Gogosardina, che significa appunto "sardina di Gogo", la località dove sono stati ritrovati i fossili). Gogosardina assomigliava molto ad altri pesci ossei arcaici, come Mimipiscis, vissuto negli stessi luoghi, ma se ne differenziava principalmente per le scaglie molto più piccole e per alcuni dettagli della volta cranica, del muso e dell'osso parasfenoide. Il corpo gracile era ricoperto da oltre 140 file di scaglie molto piccole, tutte ornamentate da barre di ganoina orizzontali, ben separate fra loro.

## Classificazione
Gogosardina è stato descritto per la prima volta nel 2009, sulla base di alcuni resti fossili ben conservati provenienti dalla formazione di Gogo (Kimberleys, Australia Occidentale). I suoi parenti più stretti sono alcuni pesci ossei come Moythomasia e Mimipiscis, un tempo raggruppati nel gruppo parafiletico dei paleonisciformi. 

## Paleobiologia
Rispetto ad altri pesci della formazione di Gogo, sembra che Gogosardina fosse un animale piuttosto raro, dal momento che ne sono stati rinvenuti solo nove esemplari. Uno di questi esemplari contiene al suo interno alcuni elementi conodonti, anche nella zona delle branchie; si suppone che questo animale abbia cercato di mangiare un conodonte e che sia rimasto soffocato o che abbia avuto danni all'apparato respiratorio.